# Joska Kristall
Die Joska Kristall GmbH & Co. KG ist eine deutsche Glashütte in Bodenmais mit Zweigstellen in Bad Griesbach und Bad Füssing. Sie ist bekanntes Ausflugsziel im Bayerischen Wald und zeigt traditionelles Handwerk in zwei Glashütten, einer Glasschleiferei, Glasmalerei und Glasgravur. Joska Kristall tritt seit 2009 unter dem Markennamen „JOSKA BODENMAIS - Das Glasparadies im Bayerischen Wald“ auf.
Die Firma ist eine der Attraktionen der Glasstraße, einer 250 km langen Ferienstraße in Ostbayern.

## Geschichte
Gegründet wurde Joska Kristall Ende 1960 von Josef Kagerbauer senior als Ein-Mann-Betrieb in der Arberseestraße. Aus den Anfangskürzeln des Namens des Gründers ergibt sich der Unternehmensname JOSKA. Der Betrieb wurde 1974 um eine Verkaufsstelle in der Scharebenstraße erweitert, 1975 folgte die nach historischen Plänen gebaute Waldglashütte am gleichen Standort.
Die Firma ist Weltmarktführer für Kristallpokale und Pokale aus Glas. So gehören der Women’s World Award, die FIS Weltcup Kristallkugel, die Vier-Schanzen-Tournee Pokale, die Pokale des Sportpreis des Bayerischen Ministerpräsidenten, der  Steiger Award, Arnold Sports Festival und der Franz BeckenbauerKaiser Spezial Pokal und viele mehr zu den Produkten.

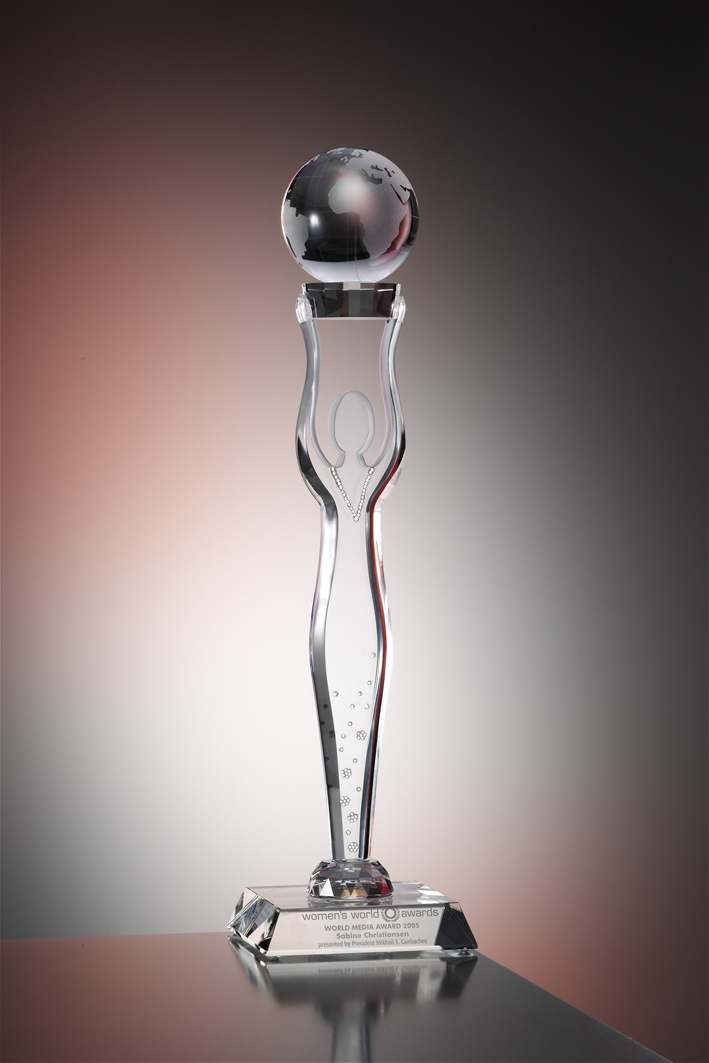
Women’s World Award Pokal
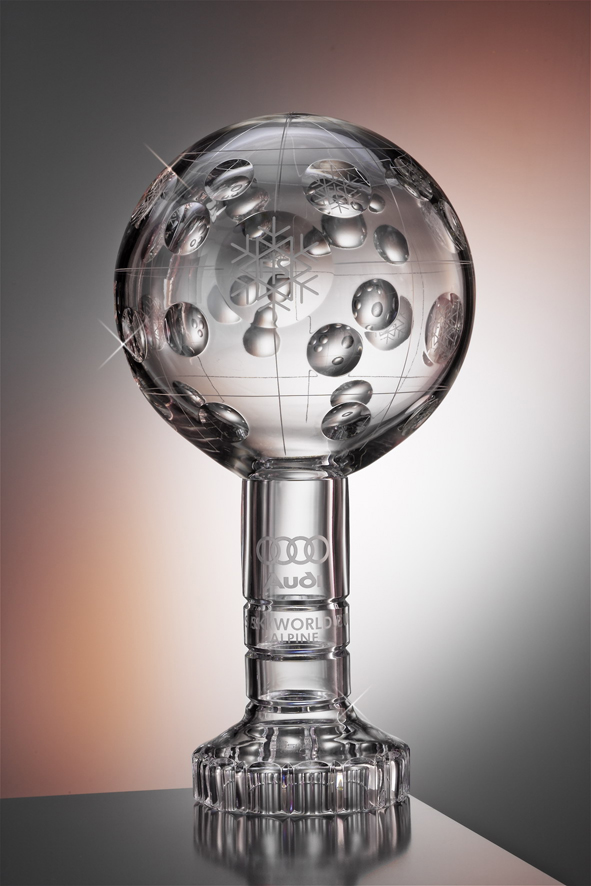
FIS Ski-Weltcup-Pokal
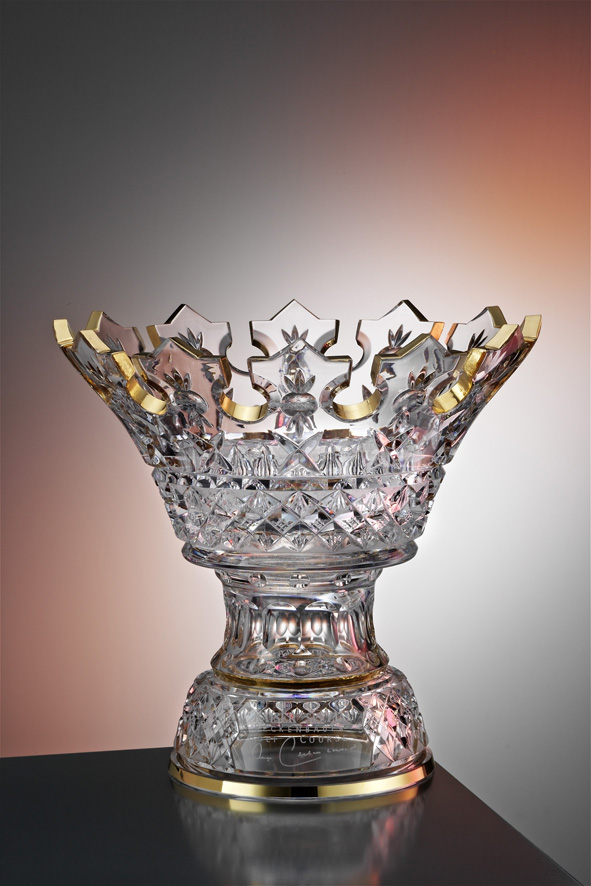
Franz Beckenbauer Kaiser Spezial Pokal
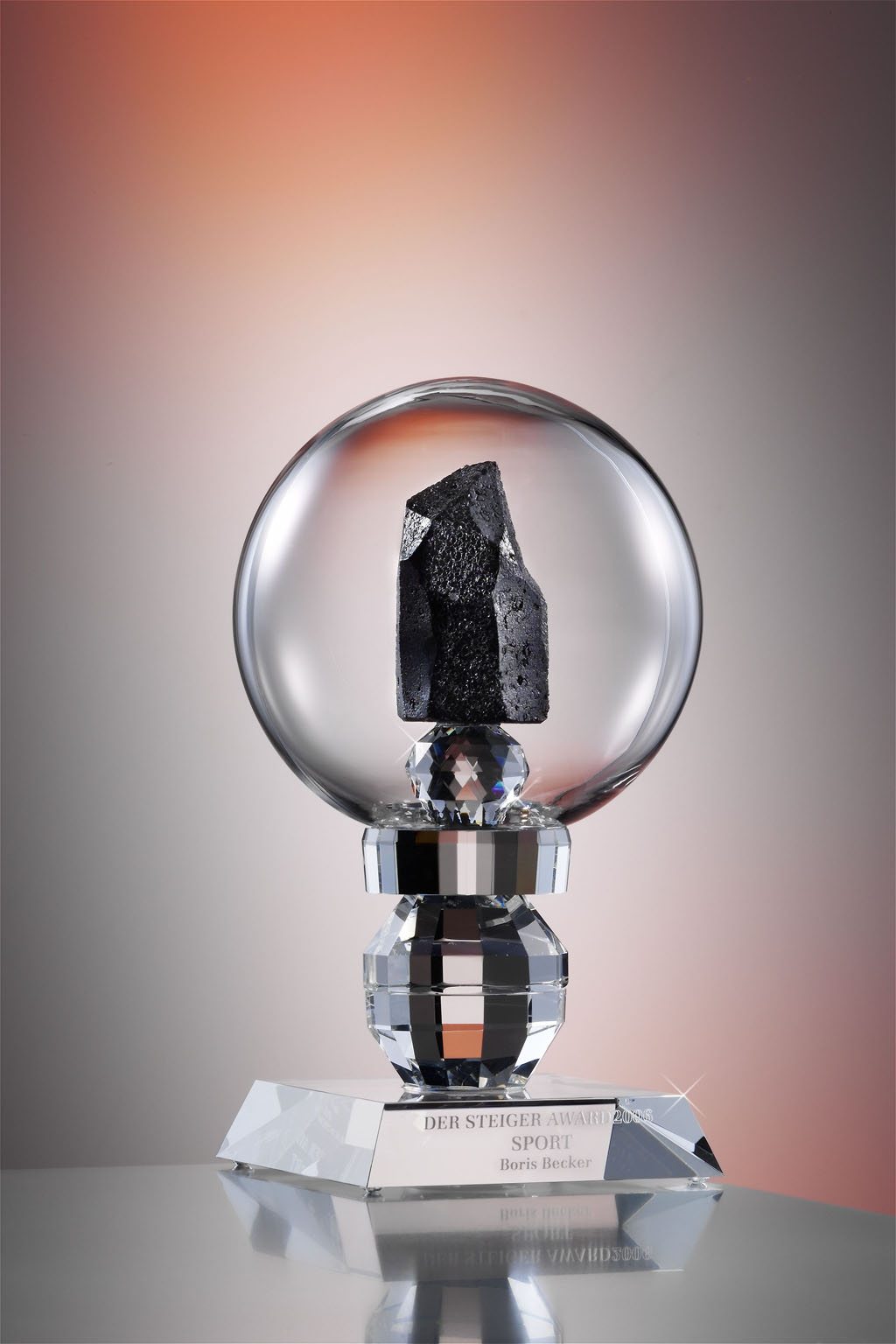
Steiger Award Pokal

1993 erfolgte am Moosbach der Bau der Erlebniswelt „JOSKA Glasparadies“, eine 70.000 Quadratmeter große Kreuzung aus Verkaufsstelle und Vergnügungspark mit inzwischen über 850.000 Besuchern pro Jahr.

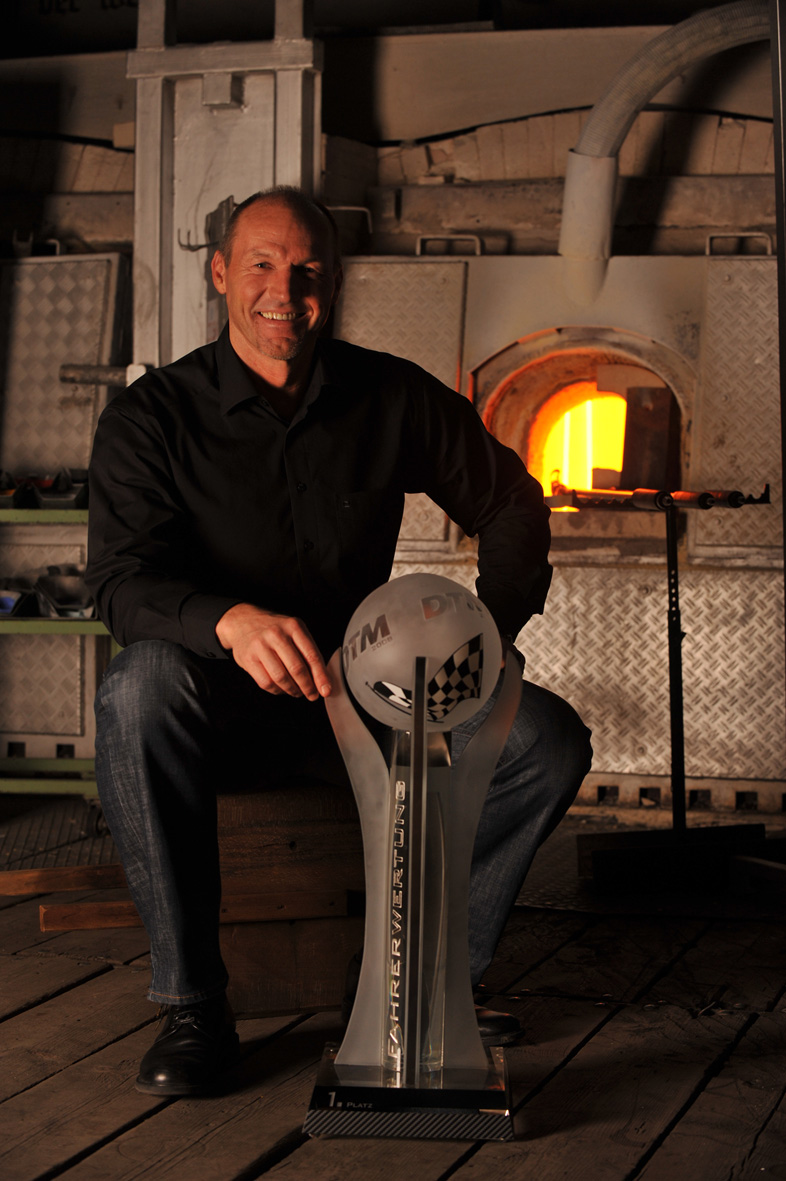
Josef Kagerbauer mit einem Glaspokal
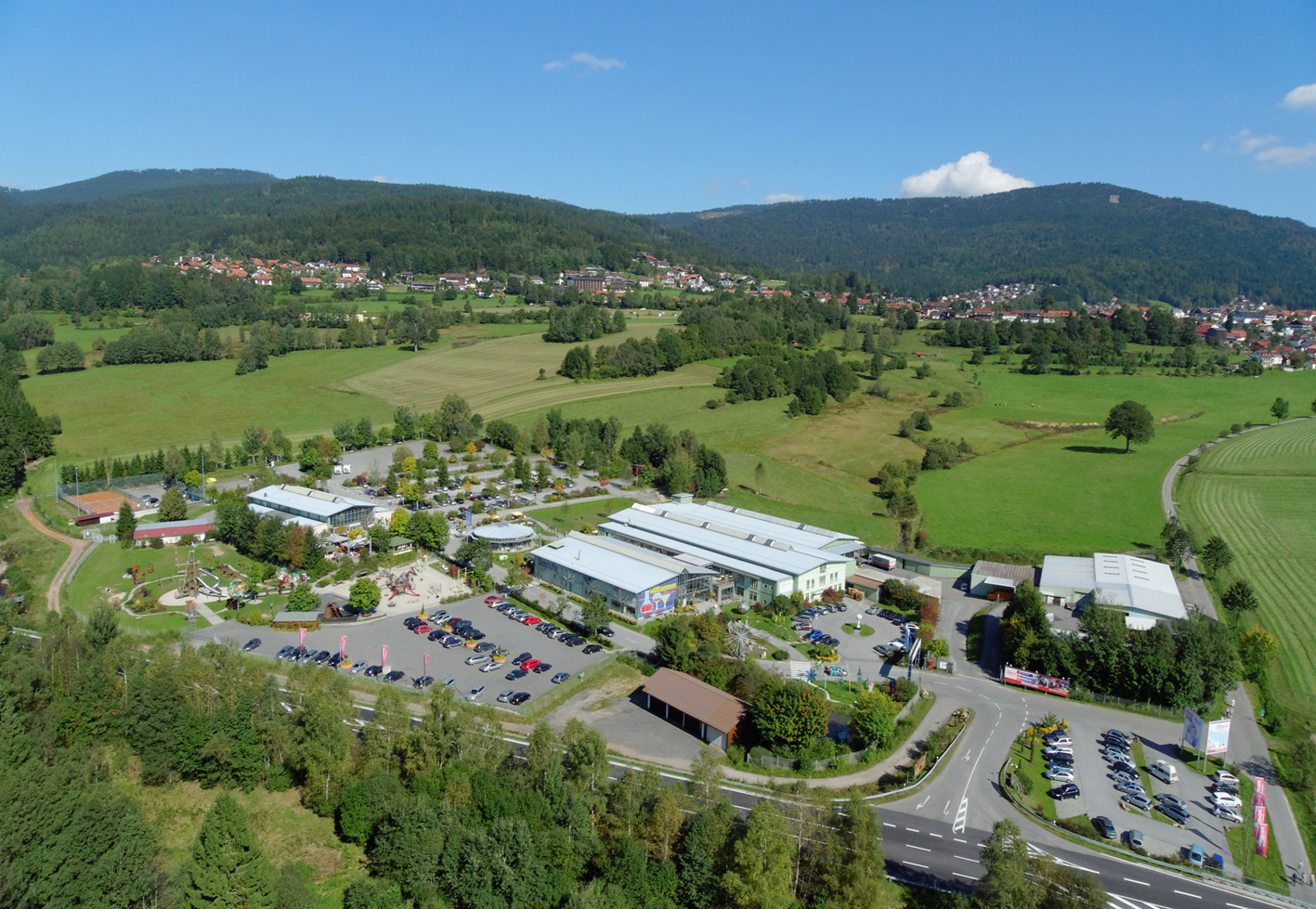
Luftbild Glasparadies
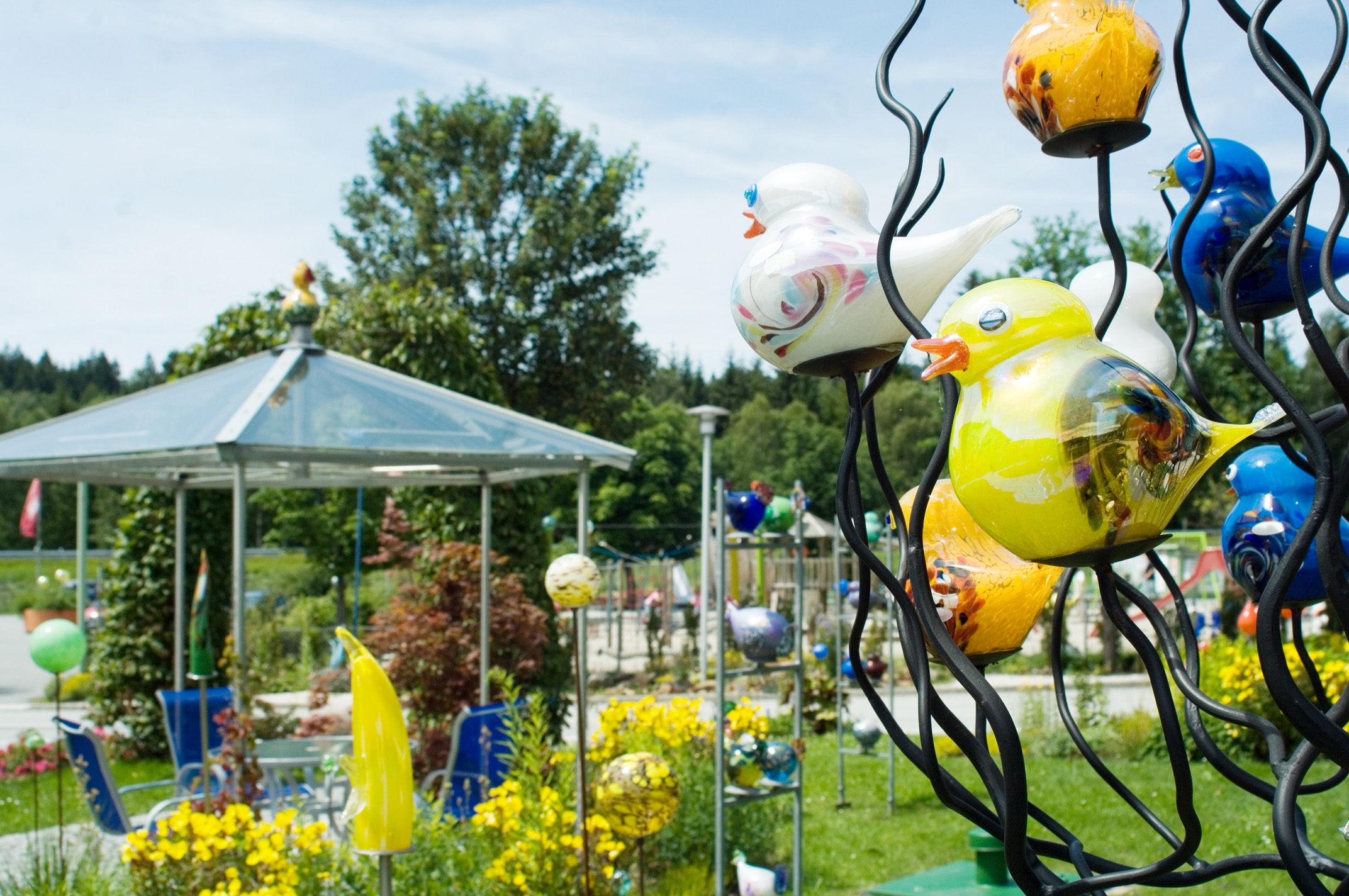
Kristallgarten
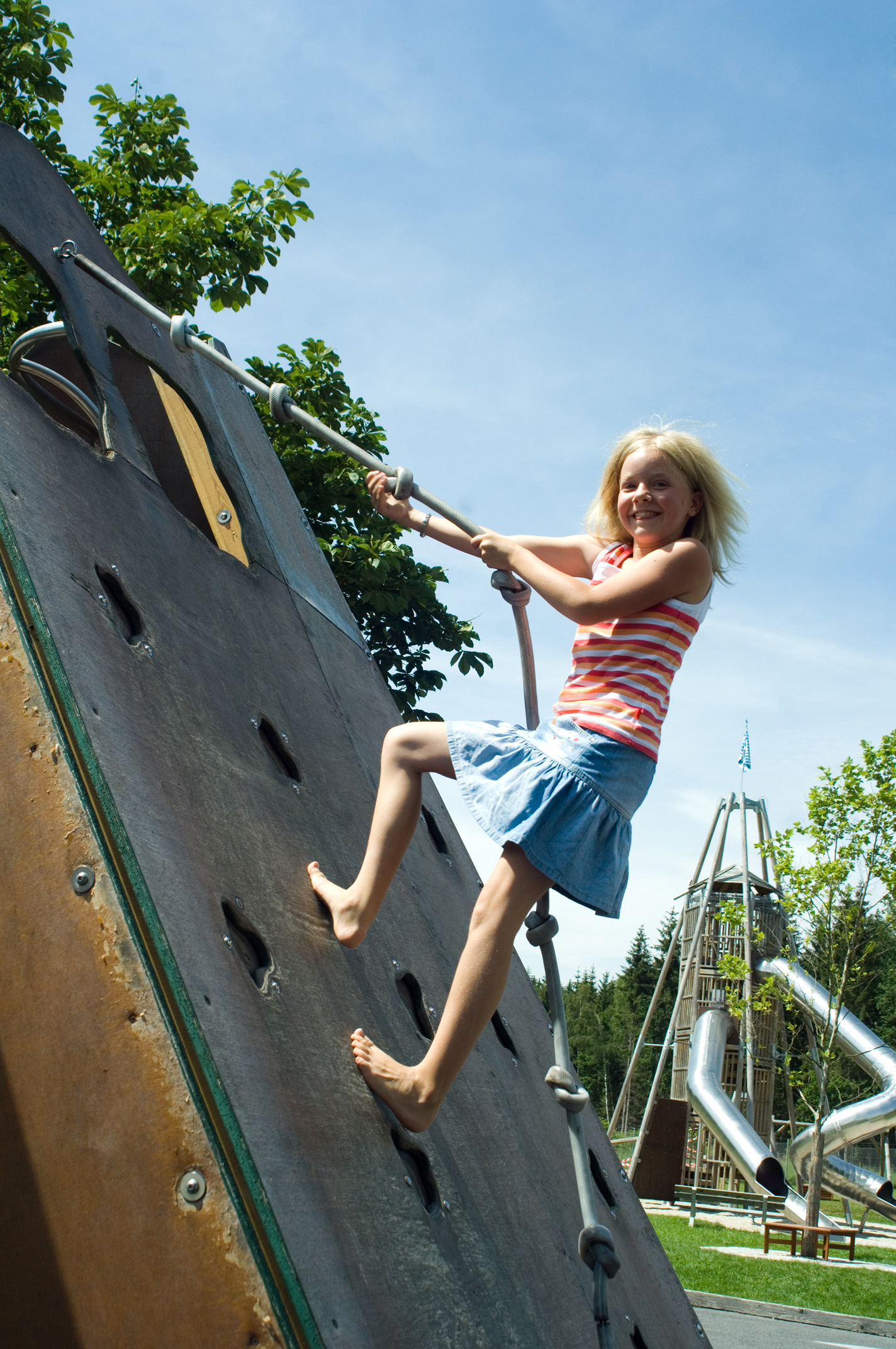
Abenteuerspielplatz

Heute ist das Kerngeschäft die Glasherstellung und Veredelung, dazu das „Glasparadies“ als Erlebniswelt mit vielen Attraktionen. Hier können die Kunden bei allen Schritten der Glasherstellung vom Glasofen bis zur Veredelung dabei sein. Beim „Gästeglasblasen“ können die Besucher sich unter Anleitung sogar selbst am Glasofen als Glasbläser versuchen und die selbstgeblasene Kugel mit nach Hause nehmen.
Daneben gibt es noch die Segmente Pokale und Kronleuchter. Die Kronleuchter-Fertigung ist von Anfang an ein wichtiger Bestandteil der Produktion. Der Vertrieb der Kronleuchter erfolgt über Fachhändler in ganz Europa und den Werksverkauf in Bodenmais.

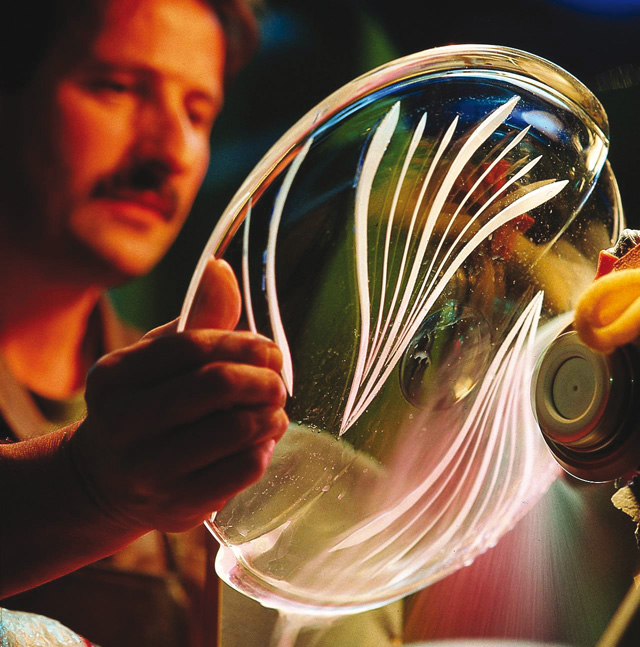
Glasschleifer
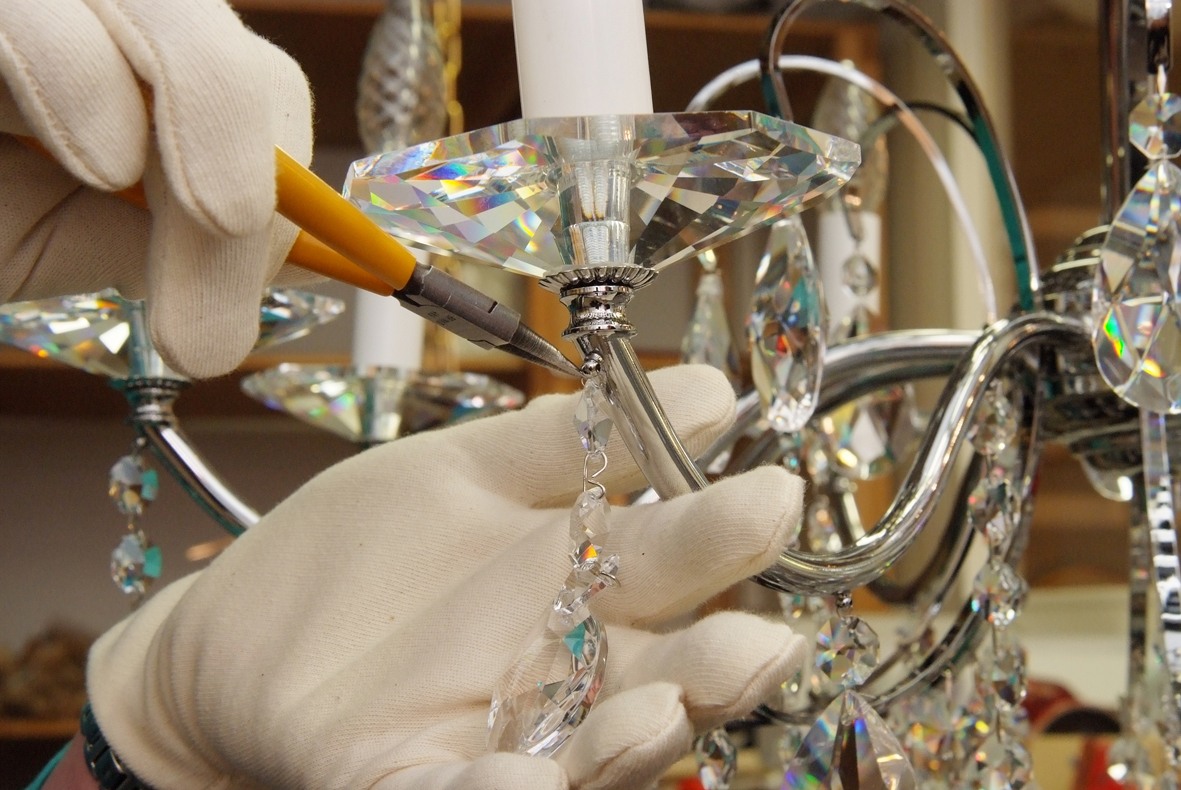
Kronleuchtermanufaktur
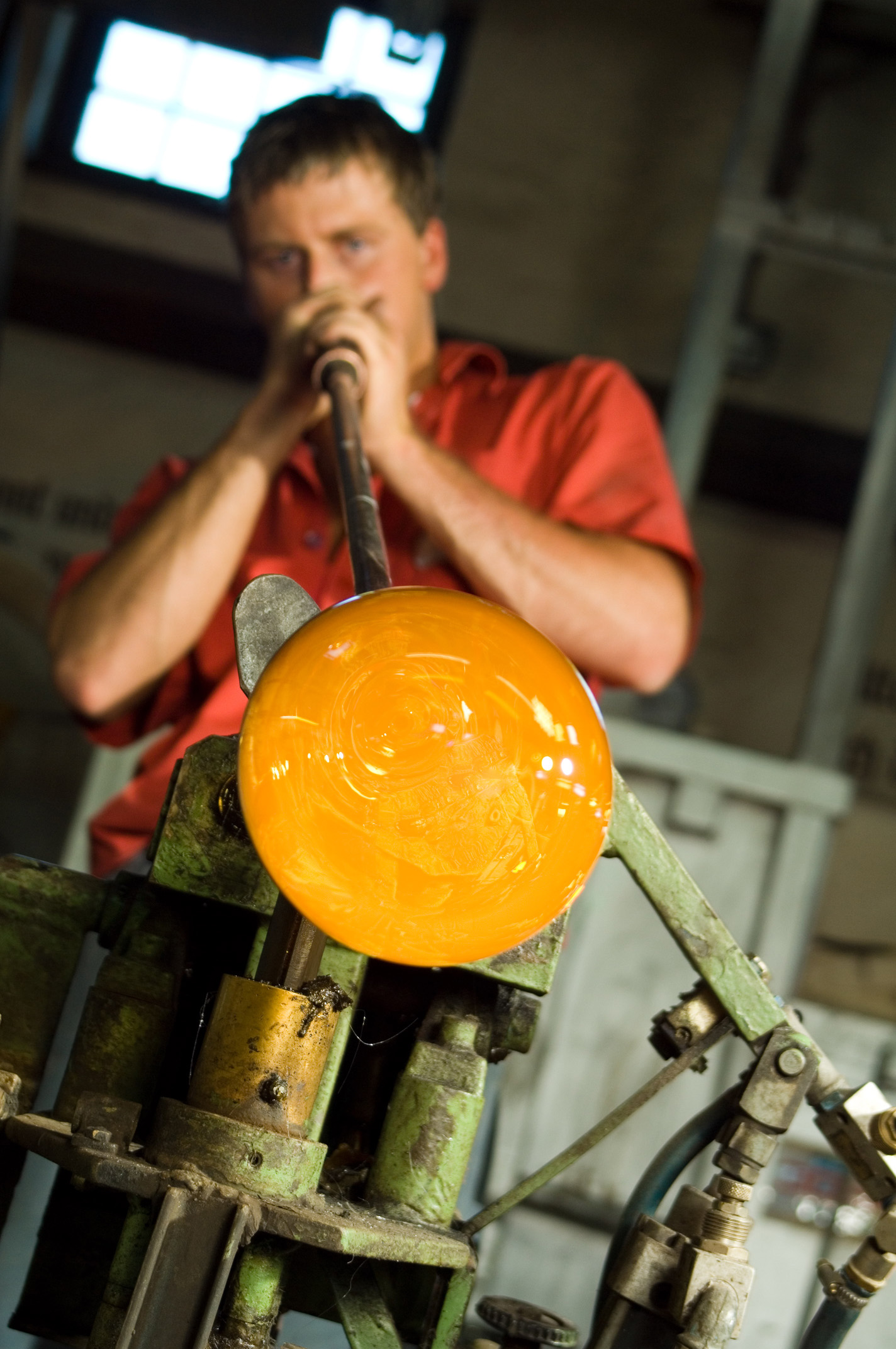
Glasmacher
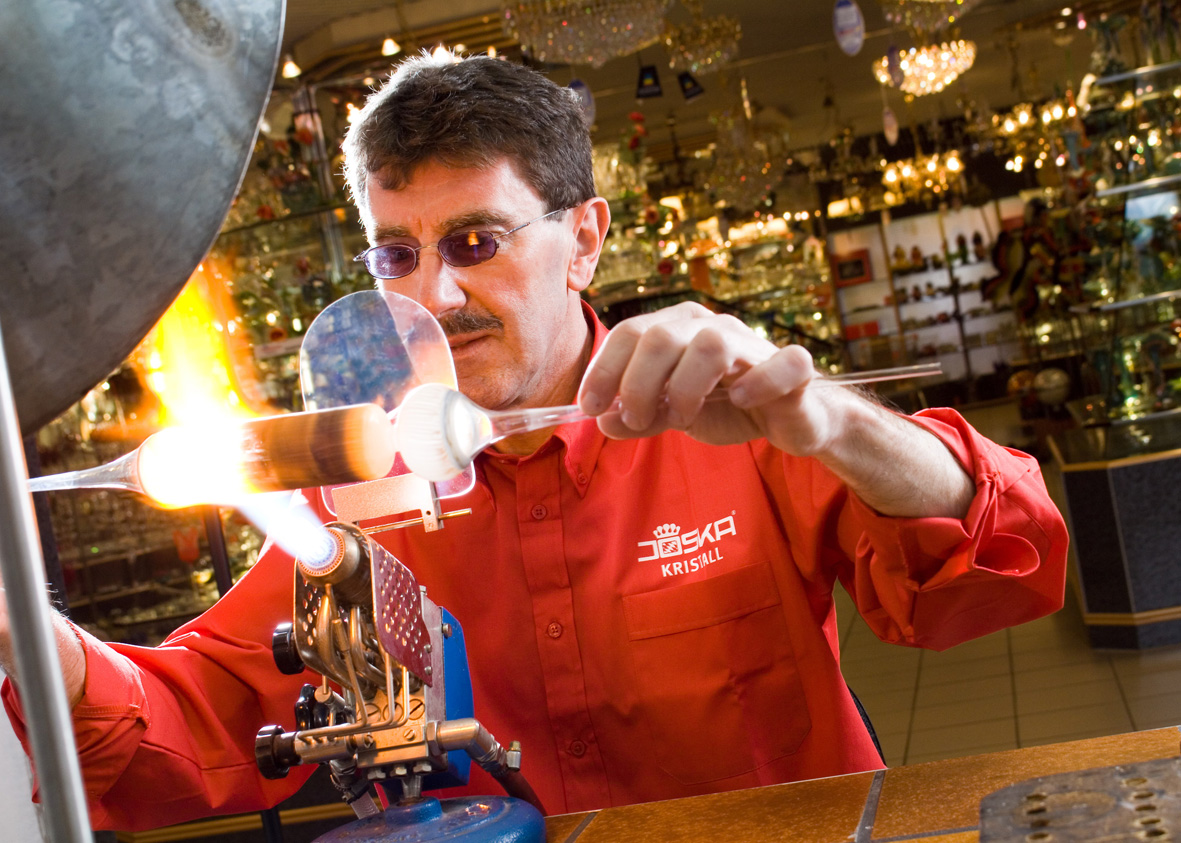
Apparateglasbläser

## Weltrekorde
Die Glashütte hält mehrere Weltrekorde unter anderem für
- Das größte Weißbierglas der Welt[2]
- Den größten mundgeblasenen Bierkrug der Welt[3]
- Das größte Glasei der Welt[4]
- Die größte Glasmurmel der Welt[5]
- Die größte Christbaumkugel der Welt[6]

## Auszeichnungen
- Bayerischer Innovationspreis Tourismus – Familienurlaub (2004)[7]
- Glasstraßenpreis (2006)[8]